# فرودگاه اسفنه
فرودگاه اسفنه (به لاتین: Isfana Airport) یک فرودگاه در قرقیزستان است که در شهر اسفنه واقع شده‌است.